# Stijn Streuvels
Stijn Streuvels (właśc. Frank Lateur, ur. 3 października 1871 w Heule, zm. 15 sierpnia 1969 w Ingooigem) – powieściopisarz i nowelista flamandzki. 

## Życiorys
Urodził się w miejscowości Heule, dzielnicy Kortrijk w Zachodniej Flandrii. Zaczął pisać w młodym wieku zachęcony przez wuja, również pisarza, Guido Gezelle. Początkowo publikował swoje teksty na łamach pisma De jonge Vlaming, lecz później został odkryty przez redaktorów z kręgu pisma literackiego Van Nu en Straks, promującego nowe nurty w literaturze i sztuce. Od 1905 r. utrzymywał się z pisania.
W 1962 roku został wyróżniony nagrodą Prijs der Nederlandse Letteren za całokształt twórczości.

## Twórczość
W swej twórczości Streuvels poruszał głównie tematykę wiejską, pisząc o życiu biednego chłopstwa flandryjskiego. Krytyka literacka podkreśla ponadto bogactwo językowe utworów Streuvelsa, gdyż chętnie sięgał on po język ludowy, gwarę, wprowadzając do tekstów literackich dialektyzmy, uwiarygodniając w ten sposób opisywanych ludzi, ich środowisko oraz wydarzenia.

## Przekłady na język polski
W przekładzie na język polski ukazało się m.in. opowiadanie Streuvelsa pt. Wypadek (ndl. En Ongeluk) w tłumaczeniu Władysławy Majewskiej, zamieszczone w tomie Znad Skaldy i Mozy, opr. Zofia Klimaszewska, Warszawa 1983, t. 2, s. 19-26.